# 洞泾镇
洞泾镇，是中华人民共和国上海市松江區下辖的一个乡镇级行政单位，
位于松江城区北部，东连新桥镇、西傍佘山镇、南邻中山街道、北接泗泾镇。面积24.51平方公里。户籍人口1.29万人（2008年）。

## 行政区划
洞泾镇下辖以下居委会：
新欣社区、长欣社区、海欣社区、同欣社区、砖桥社区、渔洋浜社区、塘桥社区、光星社区、荣欣社区、平阳社区、集贤社区、祥欣社区、王家厍社区、百花社区、百鸟社区和云庐社区。

## 教育与文化设施
洞泾镇社区文化活动中心位于洞泾镇文化活动广场于2012年11月重建完成。
洞泾镇图书馆位于洞泾镇社区文化活动中心内，馆舍面积150平方米，馆藏总量10020册图书，开放时间为每日的08:30至17:30。

## 医疗卫生
洞泾镇社区卫生服务中心位于洞泾镇长兴中路1566号，总占地面积0.348平方公里。

## 经济发展
百颗星经济开发区位于洞泾镇长兴路539号，其属于上海市级开发区。

## 交通出行
地鐵九號線洞泾站位於該鎮嘉松南路、外青松公路路口處，與洞涇鎮中心有數公里之遙。